# Paulinia
Paulínia est une ville brésilienne de l'État de São Paulo. Sa population était estimée à 81 049 habitants en 2008.

## Maires
| Période | Période | Identité          | Étiquette | Qualité |
| ------- | ------- | ----------------- | --------- | ------- |
| 1989    | 1992    | José Pavan Júnior | PFL       |         |
| 1993    | 1996    | Edson Moura       | PMDB      |         |
| 1997    | 2000    | Adélsio Vedovello | PMDB      |         |
| 2001    | 2008    | Edson Moura       | PMDB      |         |
| 2009    | 2012    | José Pavan Júnior | DEM       |         |

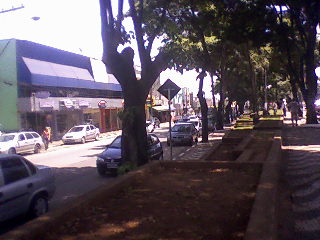
Centre de Paulínia